# Bengt Bengtsson
Bengt Folke Bengtsson (30 settembre 1897 – 10 ottobre 1977) è stato un ginnasta svedese.

## Palmarès

### Olimpiadi
- 1 medaglia:
  - 1 oro (Anversa 1920 nel concorso svedese a squadre)